# Lethrus ares
Lethrus ares là một loài bọ cánh cứng trong họ Geotrupidae. Loài này được Král, Rejsek & Schneider miêu tả khoa học năm 2001.